# Lindenkapelle (Bad Lippspringe)

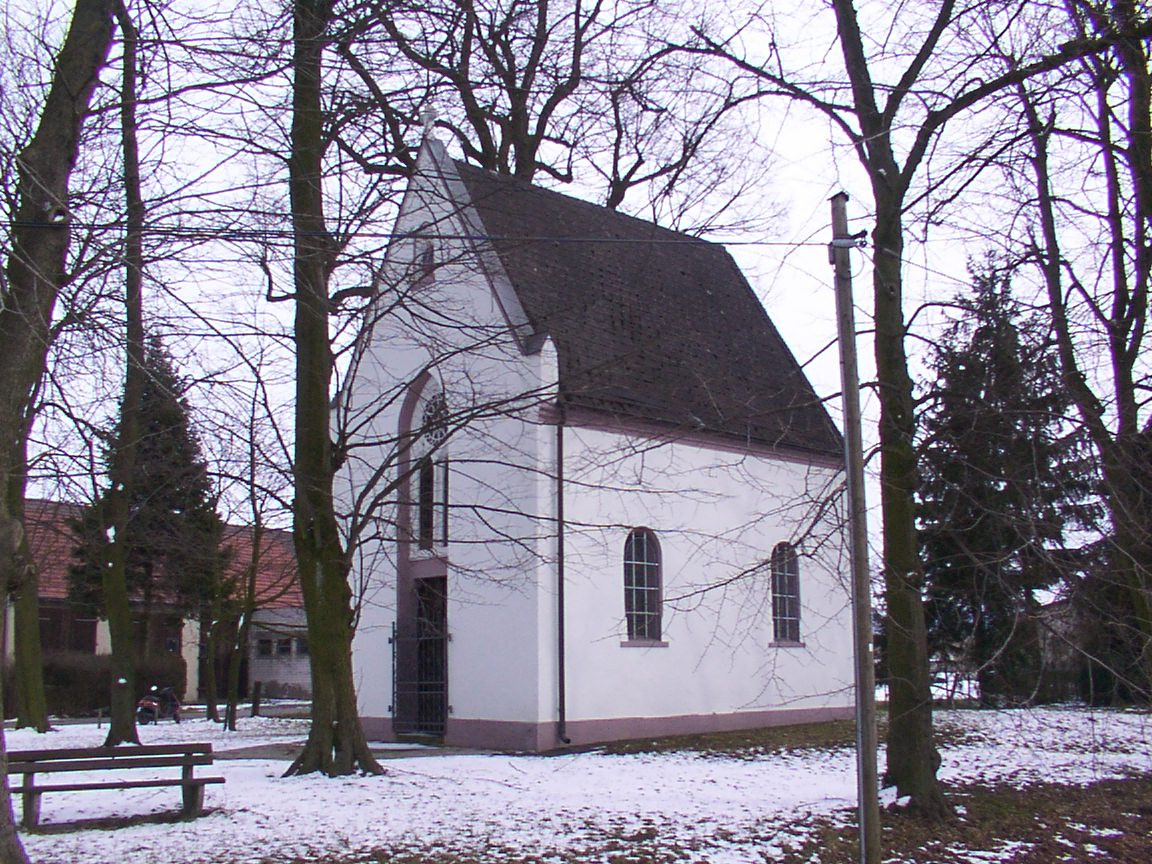
Die Lindenkapelle in Bad Lippspringe

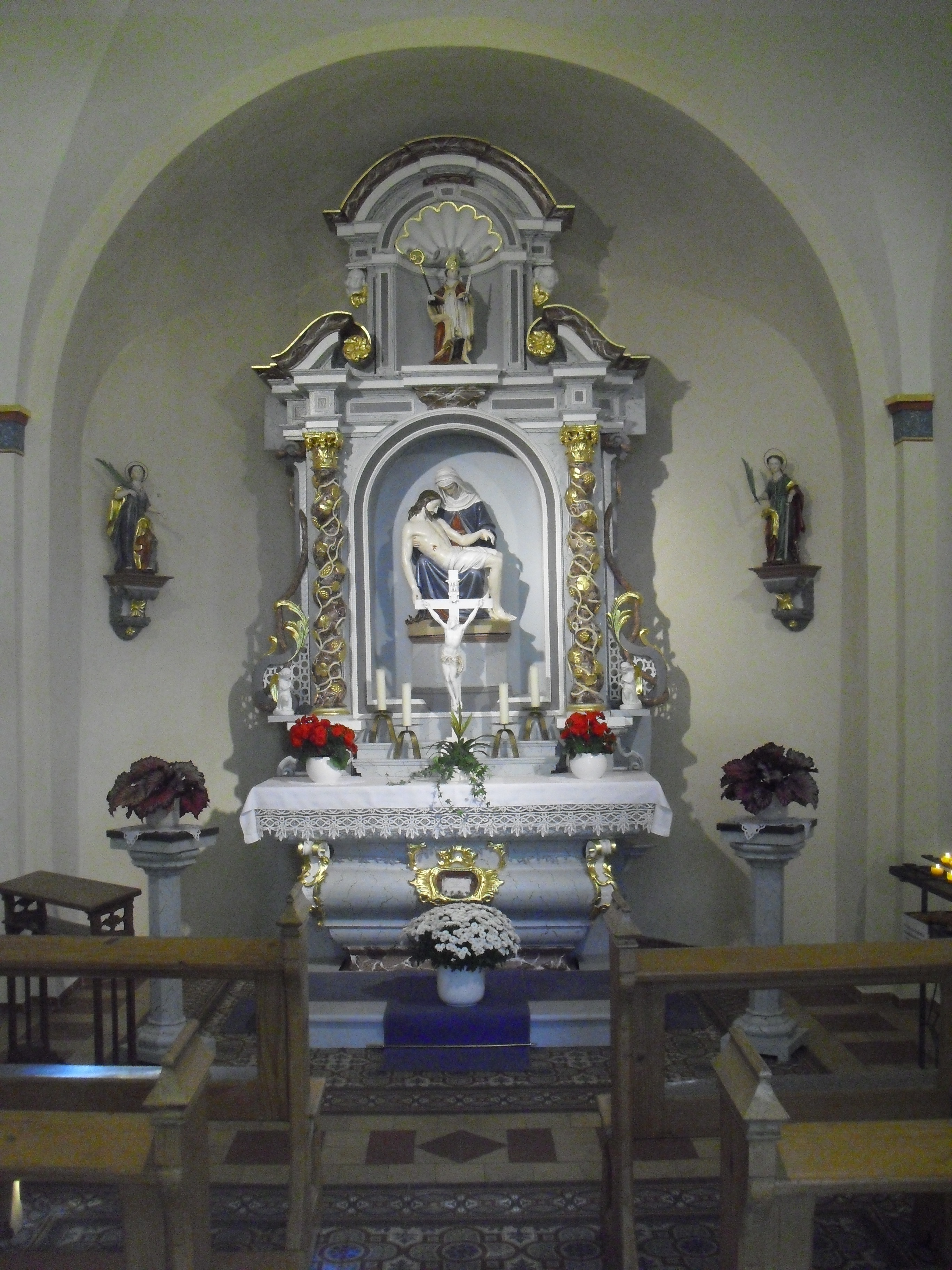
Barockaltar

Die Lindenkapelle im ostwestfälischen Bad Lippspringe ist eine Filialkirche der St.-Martins-Gemeinde im Pastoralverbund Bad Lippspringe-Schlangen im Dekanat Paderborn des Erzbistums Paderborn.

## Geschichte
Bereits seit 1696 stand an dieser Stelle ein Bildstock mit einer Pietà. Die zweijochige verputzte Saalkirche mit einem dreiseitig geschlossenen Chor wurde um 1860 von Arnold Güldenpfennig in einer Lindenpflanzung errichtet. Über dem Portal in einer hohen Spitzbogenblende ist eine Figurennische eingelassen. Die Wände sind durch Maßwerkfenster gegliedert. Der Innenraum wurde nachträglich kreuzgratgewölbt.

## Ausstattung
Heute befindet sich in der Kapelle ein Barockaltar, der aus der Busdorfkirche in Paderborn stammt. Sehenswert sind die neugotischen Fenster der Kapelle. Vor der Kirche steht ein Wegekreuz, dessen Inschrift als Kirchenlied bekannt wurde, die Fassung wurde erneuert.